# روبن رامیرز (بازیکن فوتبال، زاده ۱۹۸۲)
روبن رامیرز (انگلیسی: Rubén Ramírez؛ زادهٔ ۱۷ اکتبر ۱۹۸۲) بازیکن فوتبال اهل آرژانتین است.
از باشگاه‌هایی که در آن بازی کرده‌است می‌توان به باشگاه فوتبال گودوی کروز، باشگاه فوتبال بانفیلد، باشگاه فوتبال راسینگ کلوب آویاندا، و باشگاه ورزشی آئوداکس ایتالیانو اشاره کرد.